# Edvard Wangberg
Edvard Einarsen Wangberg (* 15. November 1913 in Trondheim; † 30. Juli 1983 ebenda) war ein norwegischer Eisschnellläufer.
Wangberg, der für den Trondheims SK startete, lief in der Saison 1935/36 bei der norwegischen Meisterschaft auf den 14. Platz. Dabei errang er über 10.000 m den dritten Platz. Er startete darauf bei der Mehrkampfeuropameisterschaft 1936 in Oslo, wo er den achten Platz belegte und bei der Mehrkampfweltmeisterschaft 1936 in Davos, die er aber vorzeitig beendete. Beim Saisonhöhepunkt, den Olympischen Winterspielen 1936 in Garmisch-Partenkirchen, lief er auf den 20. Platz über 5000 m und auf den 18. Rang über 10.000 m. Im folgenden Jahr wurde er bei der Mehrkampfweltmeisterschaft in Oslo Siebter und bei der norwegischen Meisterschaft Vierter. In den folgenden Jahren errang er bei der norwegischen Meisterschaft 1939 und 1940 jeweils den dritten Platz und 1939 den sechsten Platz. Bei der inoffiziellen Mehrkampfweltmeisterschaft 1940 in Oslo kam er auf den siebten Platz.

## Persönliche Bestleistungen
| Disziplin | Zeit        | Datum            | Ort  |
| --------- | ----------- | ---------------- | ---- |
| 500 m     | 44,7 s      | 11. Februar 1939 | Oslo |
| 1500 m    | 2:23,7 min  | 25. Januar 1936  | Oslo |
| 5000 m    | 8:21,8 min  | 25. Januar 1936  | Oslo |
| 10.000 m  | 17:33,4 min | 11. Februar 1939 | Oslo |